# Clase Commandant Rivière
La clase Commandant Rivière fue una clase de fragatas construidas para la Armada francesa a finales de los años 50 y principios de los 60. Denominadas "aviso-escorteur" (fr: "sloop-escolta"), fueron diseñadas para desempeñar la función de patrulla de ultramar en tiempos de paz, y de escolta antisubmarina en tiempos de guerra.
Esta clase de buques lleva el nombre del oficial de la Marina francesa Henri Rivière (1827-1883).
Cuatro buques similares fueron construidos para la Marina portuguesa con el nombre de clase João Belo.

## Diseño

Vista lateral de un buque de la clase Commandant Rivière tal como fue diseñado

El armamento principal de la clase Commandant Rivière consistía en tres de los nuevos cañones franceses de 100 milímetros (4 pulgadas), con una torreta simple situada a proa y dos torretas a popa. Estos cañones automáticos de doble uso refrigerados por agua podían disparar un proyectil de 13,5 kilogramos (30 libras) a un alcance efectivo de 12 000 metros (39 000 pies) contra objetivos de superficie y de 6000 m (20 000 pies) contra aviones a una tasa de 60 disparos por minuto. Un mortero antisubmarino cuádruple de 305 mm (12 pulgadas) estaba instalado en la posición "B", a popa del cañón de proa y delante de la superestructura del buque, Se instalaron dos tubos lanzatorpedos triples para torpedos antisubmarinos, mientras que el armamento del buque se completó con dos cañones Hotchkiss HS-30 de 30 mm (1,2 pulgadas). Los buques tenían capacidad para un destacamento de comandos de 80 hombres con 2 lanchas de desembarco rápido, cada una de las cuales podía desembarcar a 25 personas.
Mientras que las anteriores fragatas francesas de las clases Le Corse y Le Normand estaban propulsadas por turbinas de vapor, debido a que se requería un largo alcance para la función colonial de los buques en ultramar, la clase se equipó en cambio con una planta motriz diésel de 2 ejes de 16 000 caballos de fuerza (12 000 kW), capaz de propulsar el buque a una velocidad de 26 nudos (48 km/h; 30 mph), aunque durante las pruebas se alcanzaron 26,6 nudos (49,3 km/h; 30,6 mph).
Dos buques de la clase fueron equipados con centrales eléctricas modificadas. La Commandment Bory estaba propulsado por motores de pistón libre que accionaban turbinas de gas, aunque en 1974-1975 se le dotó de una instalación diésel convencional, mientras que la Balny estaba equipado con una instalación experimental CODAG (combinada de gas y diésel), con un motor de 11 500 CV (8600 kW) y 2 motores diésel de 3600 CV (2700 kW) que accionaban un único eje. La instalación CODAG ocupaba menos espacio, lo que permitía transportar 100 toneladas más de combustible y daba una autonomía de 13 000 millas náuticas (24 000 km; 15 000 mi) a 10 nudos (19 km/h; 12 mph).La Balny omitió una torreta de 100 mm para acomodar la maquinaria modificada.

## Historia operativa
El primer buque en entrar en servicio, pero el segundo de su clase, después del Commandant Rivière, prototipo y cabeza de serie, fue el Victor Schœlcher, que entró en servicio en octubre de 1962, y todos los de la clase, excepto uno, le siguieron en los 27 meses siguientes. La excepción fue la Balny, con motor CODAG, que aunque fue botado en 1962 y completado en 1964, no entró en servicio hasta 1970, siendo empleado mientras tanto como buque de pruebas.
La Commandant Bourdais fue utilizada para la protección de la pesca en el Atlántico Norte de 1963 a 1972, mientras que varios de los buques de la clase fueron utilizados como buques de entrenamiento, incluyendo al Victor Schœlcher (1961-1973) y el Commandant Bourdais.[5] En la década de 1970, todos, excepto el Balny, habían sustituido una de sus torretas de 100 mm por cuatro lanzadores de misiles antibuque MM 38 Exocet, mientras que varios de los buques tenían sus cañones de 30 mm sustituidos por cañones Bofors de 40 mm (1,6 pulgadas).

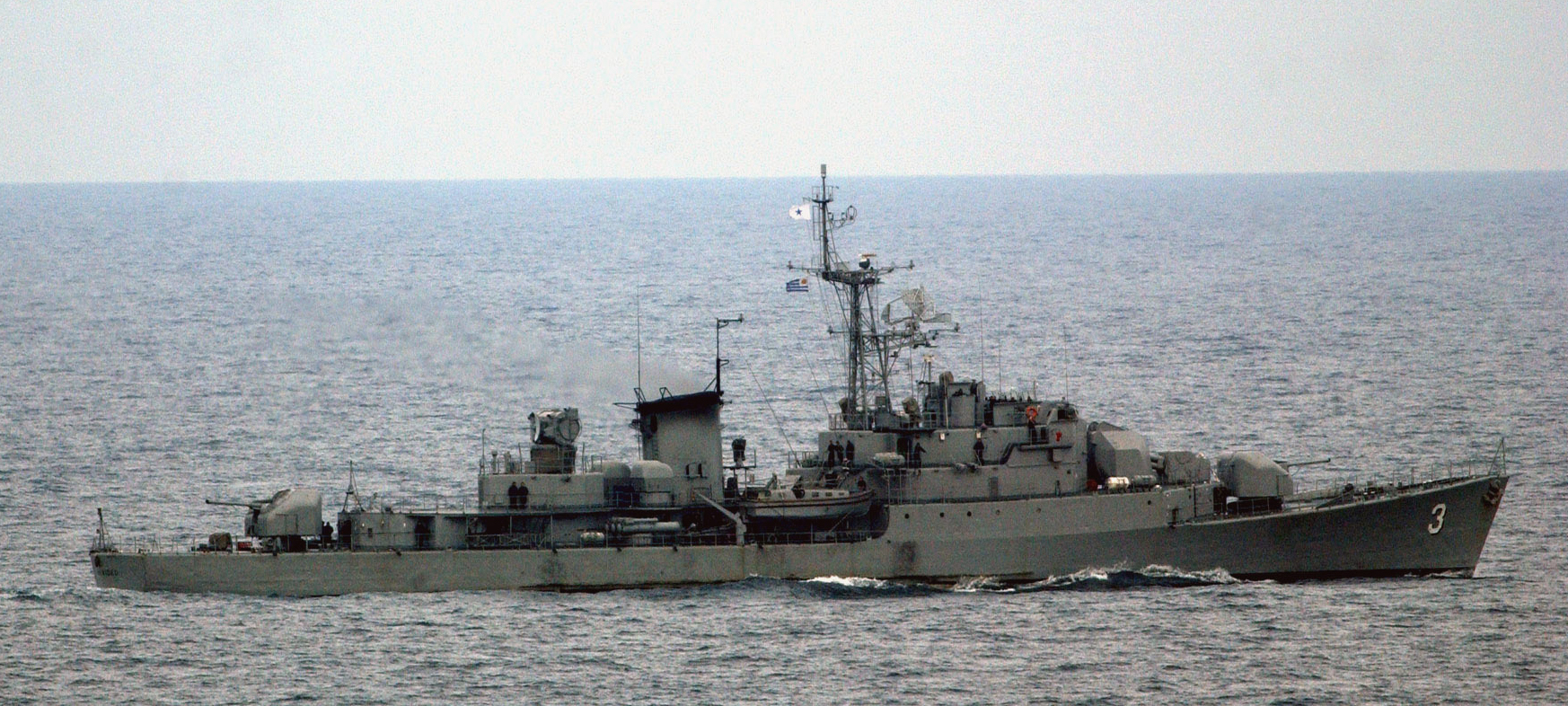
Vista de estribor de la fragata ROU Montevideo. Océano Pacífico Sur, 16 de junio de 2004.

En 1984-1985, la Commandant Rivière se convirtió en un buque de pruebas de sonar. El armamento de la misma fue sustituido por un único cañón Bofors de 40 mm y dos ametralladoras de 12,7 mm (0,50 pulgadas), mientras que la popa del buque fue reconstruida para alojar un elevador para un sonar de profundidad variable, que se utilizó para probar varios sonares de arrastre activos y pasivos.
Todas las unidades francesas fueron dadas de baja a principios de la década de 1990, salvo tres fragatas que fueron vendidas a la Armada de Uruguay.

## Buques
Todos los buques franceses fueron construidos por el Arsenal de Lorient.
| Unidad                     | Numeral | Homónimo                      | Iniciado           | Botado                  | Entregado               | Baja                                                 | Destino                                      |
| -------------------------- | ------- | ----------------------------- | ------------------ | ----------------------- | ----------------------- | ---------------------------------------------------- | -------------------------------------------- |
| Commandant Rivière         | F 733   | Henri Rivière                 | Abril de 1957      | 11 de octubre de 1958   | 4 de diciembre de 1962  | Buque de prueba. 1986 - retirado a finales de los 90 | Desguazado en Gante, 2015                    |
| Victor Schœlcher           | F 725   | Victor Schoelcher             | Octubre de 1957    | 11 de octubre de 1958   | 15 de octubre de 1962   | Vendido a Uruguay en 1988 como General Artigas       | Desguazado en 2005                           |
| Commandant Bory            | F 726   | Victor Bory                   | Mayo de 1958       | 11 de octubre de 1958   | 5 de marzo de 1964      | Septiembre de 1996                                   | Hundido como blanco, 2004                    |
| Amiral Charner             | F 727   | Léopold Victor Charner        | Noviembre de 1958  | 12 de marzo de 1960     | 14 de diciembre de 1962 | Vendida a Uruguay en 1991 como Montevideo            | Desguazado en 2016                           |
| Commandant Bourdais        | F 740   | Adrien Bourdais               | Abril 1959         | 15 de abril de 1961     | 10 de marzo de 1963     | Vendida a Uruguay 1990 como Uruguay                  | Desguazado                                   |
| Doudart de Lagrée          | F 728   | Ernest Doudart de Lagrée      | Marzo de 1960      | 15 de abril de 1961     | 1 de mayo de 1963       | Retirado en 1992                                     | Hundido como blanco, 29 de noviembre de 1999 |
| Balny                      | F 729   | Adrien-Paul Balny d'Avricourt | Marzo de 1960      | 17 de marzo de 1962     | 1 de febrero de 1970    | Retirado en 1994                                     | Hundido como blanco, 2003                    |
| Protet                     | F 748   | Auguste Léopold Protet        | Septiembre de 1961 | 7 de diciembre de 1962  | 1 de mayo de 1964       | Retirado en 1992                                     | Hundido como blanco, 24 de mayo de 2001      |
| Enseigne de Vaisseau Henry | F 749   | Paul Henry                    | Septiembre de 1962 | 14 de diciembre de 1963 | 1 de enero de 1965      | Retirado en 1994                                     | Desguazado en 2016                           |